# Polycentropus corsicus
Polycentropus corsicus är en nattsländeart som beskrevs av Martin E. Mosely 1931. Polycentropus corsicus ingår i släktet Polycentropus och familjen fångstnätnattsländor. Inga underarter finns listade i Catalogue of Life.